# Мыльные пузыри кота тётушки Фло
«Мыльные пузыри кота тётушки Фло» — российский короткометражный рисованный мультфильм, который создал режиссёр Александр Горленко на студии «Аргус Интернейшнл» в 1992 году. Экранизация стихотворения Джеймса Ривза «Тётушка Фло». В мультфильме использован перевод Марины Бородицкой.
Фильм неоднократно транслировался на канале «Культура».

## Сюжет
Когда у старушки тётушки Фло бывает порой на душе тяжело, на дворе унылая погода, чередой идут неприятности и нападает хандра, она идёт на кухню. Там она разводит в мисочке мыло и дует в соломинку. Радужные мыльные пузыри парят и танцуют, летят к потолку и уносят с собой хандру и тоску. В хорошем настроении тётушка Фло вскакивает и кружится со своим котом.

## Съёмочная группа
- Автор сценария и кинорежиссёр: Александр Горленко
- Художники-постановщики: Юрий Батанин, Надежда Михайлова
- Кинооператор: Наталия Михайлова
- Звукооператор: Владимир Орёл
- Аниматоры-стажёры:
  - Е. Зайцева
  - Дмитрий Куприянов
  - Н. Малыхина
  - О. Семёнова
  - Виктория Гольденберг
  - А. Ройзман
  - Р. Муравьёв
  - С. Бирюков
  - М. Фёдорова
  - В. Кастальский
  - Наталья Мальгина
  - А. Батюкова
  - В. Першина
  - Марина Тябут
  - М. Сумин
  - Анастасия Флоренская
  - А. Родионов
- Художники:
  - А. Родионов
  - Т. Егорова
  - М. Нуждова
  - М. Синяткин
  - А. Вергелес
  - Е. Панарина
  - И. Мостакова
  - А. Рындина
  - У. Кукуева
  - Анастасия Троицкая
  - В. Степанов
  - А. Шкутова
  - О. Калиникина
  - Л. Кузьмина
  - А. Лобова
- Художники-декораторы:
  - М. Никулин
  - Е. Дубовицкая
  - Ю. Табачный
  - С. Шамраева
  - А. Кокорев
  - Т. Недостаева
  - Елизавета Казанцева
  - Л. Теречек
- В фильме использована музыка Иоганна Себастьяна Баха
- Монтажёр: Ольга Василенко
- Ассистент кинорежиссёра: Зинаида Плеханова
- Текст читает Надежда Михайлова
- Продюсеры: Владимир Репин, Фёдор Елдинов
- Редактор: Екатерина Михайлова
- Директор съёмочной группы: В. Полянская

## Фестивали и награды
- 1993 — Приз на МКФ «Крок»[2]